# 肘後方
《肘後方》，原名《肘後救卒方》，東晉葛洪編著，又稱《肘後備急方》，共八卷70篇，為中醫方劑學名著。

## 內容主旨
這是葛洪將他在廣東時編著的一本方劑書《金匱藥方》（一作《玉函方》），其中擷取出的精要。它所講述的病症，都是日常會遇到的內科急症，兼及外傷、寄生蟲病等；所收集的方劑，多是經驗有效，採藥方便、便宜。而且此書的卷帙不多，可以繫在肘後，作為救急之用，故取名為《肘後救卒方》。其方劑都是取自民間，結合自身經驗所成。

## 增補
後經陶弘景增補，名為《補闕肘後百一方》。金朝楊用道再次增補，遂成今本《肘後備急方》。

## 应用
1970年代，中国科学家屠呦呦和同事參考《肘后备急方》中記載的：“治瘧病方……青蒿一握，以水二升渍，绞取汁，尽服之”。終於从黄花蒿中发现青蒿素。青蒿素和其他抗疟药聯用的「青蒿素聯合療法」成为治療恶性和重症疟疾的推荐疗法。屠呦呦因此获得2015年诺贝尔生理学或医学奖。